# Jaak Henckens
Jaak Peter Joannes Henckens (ur. 22 lipca 1933 w Sint-Truiden, zm. 7 września 1981 w Tienen) – belgijski polityk, prawnik i politolog, poseł do Izby Reprezentantów, od 1979 do 1981 poseł do Parlamentu Europejskiego I kadencji.

## Życiorys
Syn Theo i Cathariny z domu Verstraeten. Działał w organizacji skautowskiej oraz ruchu studenckim Katholieke Studentenactie, a także kierował narodową radą młodzieży. Zdobył wykształcenie wyższe, w 1955 obronił doktorat z prawa na Katolickim Uniwersytecie w Lowanium, kształcił się też w zakresie politologii i nauk społecznych. Pracował jako nauczyciel akademicki na KU Leuven i urzędnik, a także w chrześcijańskich federacjach związkowych.
Zaangażował w działalność Chrześcijańskiej Partii Ludowej i powiązanej z nią młodzieżówki CVP-Jongeren (w której został wiceprzewodniczącym i regionalnym liderem). Od 1964 był radnym w Tienen, zaś od 1965 do śmierci również członkiem Izby Reprezentantów. W latach 1971–1981 zasiadał w radzie kulturowej Wspólnoty Flamandzkiej (w 1980 przekształconej w parlament), gdzie kierował partyjną frakcją. W 1979 wybrany do Parlamentu Europejskiego. Należał do Europejskiej Partii Ludowej oraz Komisji ds. Młodzieży, Kultury, Edukacji, Informacji i Sportu. Zmarł w trakcie kadencji.
Od 1959 żonaty z Françoise Ysenbrandt, miał pięcioro dzieci. Odznaczony Orderem Leopolda.